# (500129) 2012 CV27
(500129) 2012 CV27 es un asteroide perteneciente al cinturón de asteroides, descubierto el 18 de enero de 2012 por el equipo del Spacewatch desde el Observatorio Nacional de Kitt Peak, Arizona, Estados Unidos.

## Designación y nombre
Designado provisionalmente como 2012 CV27.

## Características orbitales
2012 CV27 está situado a una distancia media del Sol de 2,272 ua, pudiendo alejarse hasta 2,483 ua y acercarse hasta 2,062 ua. Su excentricidad es 0,092 y la inclinación orbital 6,010 grados. Emplea 1251,53 días en completar una órbita alrededor del Sol.

## Características físicas
La magnitud absoluta de 2012 CV27 es 17,9.